# Vexillum kuiperi
Vexillum kuiperi is een slakkensoort uit de familie van de Costellariidae. De wetenschappelijke naam van de soort is voor het eerst geldig gepubliceerd in 2006 door Turner.